# Nina Snaith

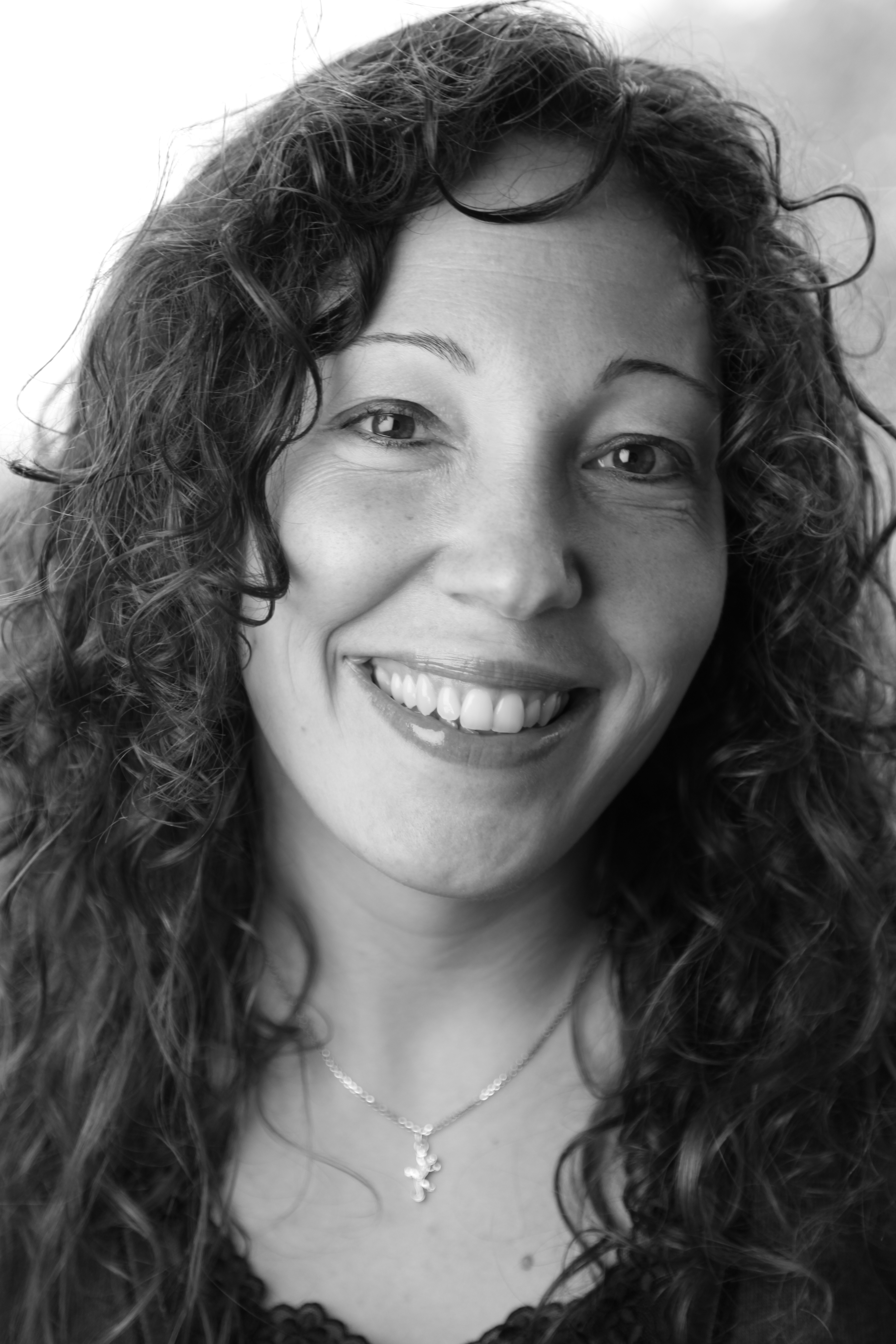
Nina Snaith 2009

Nina Claire Snaith (* 1974) ist eine britische Mathematikerin. Sie ist Professorin (Reader) an der Universität Bristol.
Sie ist die Tochter von Victor Snaith, Professor für Mathematik an der University of Sheffield.
Snaith wurde 2000 an der Universität Bristol bei Jonathan P. Keating promoviert (Random matrix theory and zeta functions).
Sie forscht über den Zusammenhang von Zufallsmatrizen und der Riemannschen Zetafunktion und verwandten Funktionen (L-Funktionen), die sich aus den statistischen Eigenschaften der Verteilung der Nullstellen dieser Funktionen ergeben. Erste Hinweise auf eine solche Verbindung stammen aus den 1970er Jahren (Hugh L. Montgomery, Freeman Dyson). Die Untersuchungen liefern auch Verbindungen zum Quantenchaos (was insbesondere von Keating und Michael Berry in Bristol vorangetrieben wurde). Mit Keating fand Snaith eine Formel für sämtliche Momente der Riemannschen Zetafunktion (zuvor waren nur zwei Momente bekannt und für ein drittes vermutet worden). Ein Ziel dieser Untersuchungen ist es, einen neuen Zugang zum Beweis der Riemannschen Vermutung zu erhalten.
Sie untersucht auch Zufallsmatrix-Modelle zu anderen L-Funktionen wie denen Elliptischer Kurven.
Sie arbeitete auf diesem Gebiet auch mit dem Zahlentheoretiker Brian Conrey zusammen.
2008 erhielt sie den Whitehead-Preis. Sie erhielt eine EPSRC Advanced Research Fellowship.
Ihr Bruder Daniel V. Snaith, ebenfalls promovierter Mathematiker, ist als Electro-Musiker bekannt (Caribou).

## Schriften
- Herausgeber mit Francesco Mezzadri Recent perspectives in random matrix theory and number theory, London Mathematical Society Lecture Note Series, Cambridge University Press 2005
- mit Keating Random matrix theory and {\displaystyle \zeta (1/2+it)}, Communications in Mathematical Physics, Band  214, 2000, S. 57–89, Online
- mit Keating Random matrix theory and L-functions at {\displaystyle s=1/2}, Communications in Mathematical Physics, Band 214, 2000, S. 91–110
- mit Keating Random matrices and L-functions, Journal of Physics A, Band 36, 2003, S. 2859–2881
- mit David  W. Farmer, F. Mezzadri Random polynomials, random matrices, and L-functions, Nonlinearity, Band 19, 2006, S. 919–936, Arxiv
- mit J. Brian Conrey, D. W. Farmer, Keating, M.O. Rubinstein Integral moments of L-functions, Proceedings of the London Mathematical Society, Band 91, 2005, S. 33–104, Arxiv
- mit P. J. Forrester, J. J. M. Verbaarschot Developments in random matrix theory, J. Phys. A, Band 36, 2003, R 1
- mit Conrey, Farmer, Keating, Rubinstein Autocorrelation of random matrix polynomials, Comm. Math. Phys., Band 237, 2003, S. 365–395, Arxiv